# Miranda Mikadse
Miranda Mikadse (georgisch მირანდა მიქაძე; beim Weltschachbund FIDE Miranda Mikadze; * 18. September 1989 in Batumi) ist eine georgische Schachspielerin.
Bei der U14-Europameisterschaft der weiblichen Jugend 2003 in Budva wurde sie hinter Anna Musytschuk Zweite. Bei der U16-Weltmeisterschaft der weiblichen Jugend 2005 in Belfort erhielt sie ebenfalls hinter Anna Musytschuk die Silbermedaille.
Vereinsschach spielt sie in Georgien für Nona Batumi. Mit dem Verein gewann sie 2014 und 2015 den European Club Cup der Frauen. Sie hatte auch Einsätze in der türkischen Mannschaftsmeisterschaft.
Seit Juni 2007 trägt sie den Titel Internationaler Meister der Frauen (WIM). Die Normen hierfür erzielte sie im Juli 2005 bei der U16-WM in Belfort, im April 2006 beim I & A Club Cup in Tiflis und im Oktober 2006 bei der U20-Weltmeisterschaft der weiblichen Jugend in Jerewan. Eine vierte WIM-Norm erzielte sie im März 2007 bei der 64. georgischen Einzelmeisterschaft der Frauen in Tiflis. Alle vier Normen erzielte sie mit Übererfüllung. Großmeister der Frauen (WGM) ist sie seit März 2016. Die Normen hierfür erzielte sie im August 2008 bei der U20-WM weiblich in Gaziantep, im Januar 2010 bei der 67. georgischen Einzelmeisterschaft der Frauen in Tiflis sowie im Mai 2015 bei der Einzeleuropameisterschaft der Frauen in Tschakwi.
Ihre Elo-Zahl beträgt 2269 (Stand: März 2020), ihrer bisher höchste war 2375 von September bis Dezember 2010.